# Corps (mathématiques)
Pour les articles homonymes, voir corps.
Cet article court présente un sujet plus développé dans : corps commutatif et corps gauche.
En mathématiques, un corps est une des structures algébriques fondamentales de l'algèbre générale. C'est un ensemble muni de deux opérations binaires rendant possible l'addition, la multiplication et l'existence d'opposés et d'inverses, permettant de définir les opérateurs de soustraction et de division. Il est également important de noter qu’un corps ne possède pas de diviseurs de 0.
La dénomination corps en français sortie de son contexte est ambiguë car la définition varie selon les auteurs. Dans tous les cas, un corps est un anneau (unitaire) non nul dans lequel tout élément non nul a un inverse pour la multiplication. Dit autrement, c'est un anneau dans lequel l'ensemble des éléments non nuls est un groupe pour la multiplication. Cependant, certains auteurs, exigent que la multiplication soit commutative alors que d'autres l'autorisent à ne pas l'être,.
- Dans le cas où la définition n'exige pas la commutativité, on parle alors de corps commutatifs et de corps non commutatifs pour distinguer les corps dans lesquels la multiplication est commutative et ne l'est pas.
- Dans le cas où la définition exige la commutativité, l'appellation corps commutatif est alors un pléonasme. La structure algébrique qui correspond à un corps sans la contrainte de commutativité (c'est-à-dire un anneau dans lequel tout élément non nul a un inverse pour la multiplication) est alors appelée corps gauche ou anneau à division. Si la multiplication n'est pas commutative, on parle alors de  corps gauches non commutatifs voire de corps non commutatifs (même s'il s'agit stricto sensu d'un oxymore) ou bien d'anneaux à division non commutatifs.

On renvoie à l'article Corps commutatif qui traite le cas où la multiplication est commutative et à l'article Corps gauche qui traite le cas où la commutativité n'est pas imposée.
À noter que ces distinctions sont sans importance dans le cas où le corps considéré est fini, puisque le théorème de Wedderburn assure qu'il n'existe pas de corps fini non commutatif.